# Otrada (Kursk)
|  | Per a altres significats, vegeu «Otrada». |

Otrada (en rus: Отрада) és un poble de l'óblast de Kursk, a Rússia, que en el cens del 2010 tenia 13 habitants. Pertany al districte rural de Gorxétxnoie.